# Giochi mondiali 1985
La seconda edizione dei Giochi mondiali (World Games) si è svolta nel 1985 a Londra, capitale del Regno Unito.
Tre luoghi sono stati utilizzati per ospitare l'evento, il principale dei quali fu il Crystal Palace National Sports Centre. Gli sport inclusi nella manifestazione erano Taekwondo, Karate, Sambo, Powerlifting, Flipper / nuoto di salvataggio, sport su rotelle skate, casting, Korfball, sci nautico e netball.
I Giochi furono ufficialmente aperti il 25 luglio al Crystal Palace National Sport Centre dalla regina Elisabetta II del Regno Unito.

## Titoli
In quest'edizione dei Giochi sono stati distribuiti 114 titoli in 24 sport, 4 dei quali puramente dimostrativi.
| Sport                           | Titoli |
| ------------------------------- | ------ |
| Pattinaggio Artistico a rotelle | 4      |
| Pattinaggio di Velocità         | 10     |
| Hockey su pattini               | 1      |
| Bodybuilding                    | 6      |
| Bocce                           | 1      |
| Bowling                         | 5      |
| Casting                         | 12     |
| Tiro con l'Arco                 | 4      |
| Fistball                        | 1      |
| Nuoto con le pinne              | 18     |
| Karate                          | 12     |
| Korfball                        | 1      |
| Lifesaving (Salvavita)          | 8      |
| Netball                         | 1      |
| Raquetball                      | 2      |
| Sambo                           | 17     |
| Taekwondo                       | 8      |
| Trampolino                      | 6      |
| Tiro alla fune                  | 2      |
| Sci d'Acqua                     | 6      |
| Powerlifting                    |        |
| Motocross                       |        |
| Softball                        |        |
| Speedway                        |        |

## Medagliere
| Posizione | Nazione        | Oro | Argento | Bronzo | Totale |
| --------- | -------------- | --- | ------- | ------ | ------ |
| 1         | Italia         | 26  | 29      | 22     | 77     |
| 2         | Stati Uniti    | 18  | 14      | 14     | 46     |
| 3         | Germania       | 13  | 11      | 15     | 39     |
| 4         | Svezia         | 12  | 8       | 5      | 25     |
| 5         | Regno Unito    | 9   | 8       | 14     | 41     |
| 6         | Francia        | 7   | 5       | 9      | 21     |
| 7         | Corea del Sud  | 7   | 0       | 1      | 8      |
| 8         | Ungheria       | 4   | 5       | 5      | 14     |
| 9         | Giappone       | 4   | 1       | 2      | 7      |
| 10        | Paesi Bassi    | 3   | 1       | 3      | 7      |
| 11        | Norvegia       | 2   | 6       | 8      | 16     |
| 12        | Irlanda        | 2   | 0       | 0      | 2      |
| 13        | Canada         | 1   | 5       | 5      | 11     |
| 14        | Belgio         | 1   | 3       | 4      | 8      |
| 15        | Spagna         | 1   | 3       | 3      | 7      |
| 16        | Svizzera       | 1   | 2       | 3      | 6      |
| 17        | Australia      | 1   | 1       | 0      | 2      |
| 17        | Nuova Zelanda  | 1   | 1       | 0      | 2      |
| 19        | Singapore      | 1   | 0       | 0      | 1      |
| 20        | Austria        | 0   | 4       | 4      | 8      |
| 21        | Taiwan         | 0   | 3       | 1      | 4      |
| 22        | Egitto         | 0   | 2       | 2      | 4      |
| 23        | Filippine      | 0   | 2       | 1      | 3      |
| 24        | Bahrein        | 0   | 0       | 1      | 1      |
| 24        | Colombia       | 0   | 0       | 1      | 1      |
| 24        | Danimarca      | 0   | 0       | 1      | 1      |
| 24        | Finlandia      | 0   | 0       | 1      | 1      |
| 24        | Costa d'Avorio | 0   | 0       | 1      | 1      |
| 24        | Giamaica       | 0   | 0       | 1      | 1      |
| 24        | Messico        | 0   | 0       | 1      | 1      |
| 24        | Monaco         | 0   | 0       | 1      | 1      |
| 24        | Portogallo     | 0   | 0       | 1      | 1      |
| 24        | Venezuela      | 0   | 0       | 1      | 1      |
|           | Totale         | 114 | 114     | 131    | 359    |